# Tadeusz Buczek (1904–1940)
Tadeusz Karol Buczek (ur. 7 lipca 1904 w Jelicze, zm. wiosną 1940 w Charkowie) – kapitan lekarz Wojska Polskiego, ofiara zbrodni katyńskiej.

## Życiorys
Urodził się jako syn Stanisława i Franciszki z Rejowskich. Po wybuchu wojny polsko-bolszewickiej ochotniczo zgłosił się do Wojska Polskiego w 1920. Walczył w szeregach 17 pułku piechoty. Został absolwentem Centrum Wyszkolenia Sanitarnego. Ukończył studia medycyny na Wydziale Lekarskim Uniwersytetu Warszawskiego w 1933.
Został awansowany do stopnia podporucznika w korpusie oficerów sanitarnych w 1933. W 1934 został przydzielony jako lekarz do 2 Szpitala Okręgowego.
Po wybuchu II wojny światowej, po kampanii wrześniowej i agresji ZSRR na Polskę został aresztowany przez Sowietów. Był przetrzymywany w obozie w Starobielsku. Wiosną 1940 wraz z innymi jeńcami osadzonymi w Starobielsku został przewiezieni do Charkowa i rozstrzelany przez funkcjonariuszy Obwodowego Zarządu NKWD w Charkowie oraz pracowników NKWD przybyłych z Moskwy na mocy decyzji Biura Politycznego KC WKP(b) z 5 marca 1940. Pogrzebano go potajemnie w bezimiennej mogile zbiorowej w Piatichatkach, gdzie od 17 czerwca 2000 mieści się oficjalnie Cmentarz Ofiar Totalitaryzmu w Charkowie. Figuruje na Liście Starobielskiej NKWD, pod poz. 80.

## Upamiętnienie
5 października 2007 minister obrony narodowej Aleksander Szczygło mianował go pośmiertnie na stopień majora. Awans został ogłoszony 9 listopada 2007 w Warszawie, w trakcie uroczystości „Katyń Pamiętamy – Uczcijmy Pamięć Bohaterów”.

## Ordery i odznaczenia
- Srebrny Krzyż Zasługi (22 maja 1939)[10]
- Medal Pamiątkowy za Wojnę 1918–1921[1]
- Medal Dziesięciolecia Odzyskanej Niepodległości[1]